# Laes Haneș
Laes Haneș (n. 1870, Dobra, județul Hunedoara – d. 1952, Dobra, județul Hunedoara) a fost un deputat în Marea Adunare Națională de la Alba Iulia, organismul legislativ reprezentativ al „tuturor românilor din Transilvania, Banat și Țara Ungurească”, cel care a adoptat hotărârea privind Unirea Transilvaniei cu România, la 1 decembrie 1918 :p. 207.

## Biografie
A făcut școala primară, iar mai târziu devine ucenic la un meșteșugar :p. 207.  

## Activitatea politică
Ca deputat în Adunarea Națională din 1 decembrie 1918 a fost delegat al Cercului electoral Dobra :p. 207.	